# Pico de las Yeguas
El pico de las Yeguas es una montaña situada en el suroeste de provincia de León en la comarca de la Cabrera. Culmina a 1893 m y forma parte del macizo Galaico-Leonés.